# Автострада A7 (Румунія)
Автострада A7 (рум. Autostrada A7), також відома як автострада Плоєшті-Серет (рум. Autostrada Ploiești-Siret) або Молдовська автострада (рум. Autostrada Moldovei) — частково побудована автомагістраль в Румунії, яка після завершення з'єднає Плоєшті з північно-східною частиною країни, частково вздовж Пан'європейського коридору IX. Вона буде проходити за маршрутом: Бузеу, Фокшани, Бакеу, Роман, Пашкань та Сучава, з'єднуючись з українським автошляхом М 19 біля Серету.
Станом на грудень 2020 року єдиною ділянкою, що експлуатується, є ділянка довжиною 16,2 км, побудована як частина об'їзної дороги Бакеу (рум. Centura Bacău). Всі інші ділянки автостради знаходяться на різних стадіях планування, проведення тендерів і будівництва, причому перші сегменти, як очікується, будуть завершені не раніше 2024 року.
Ділянка Пашкань — Серет буде фінансуватися коштом ЄС, тоді як уряд хоче, щоб ділянка Плоєшті — Пашкань (за винятком об'їзної Бакеу) фінансувалася коштом румунського PNRR (скорочено від «Національний план відновлення та стійкості» (рум. Planul Național de Redresare și Reziliență), частина пакета наступного покоління ЄС).

## Історія
Спочатку вона була спроєктована як автомагістраль довжиною 314 км, що відгалужується від автомагістралі А3 і проходить через Бузеу, Фокшани та Албіцу до кордону з Молдовою. Однак, з 2014 року плани будівництва автомагістралі повз Фокшани були скасовані на користь автомагістралі в напрямку Бакеу, Сучави і Серету, яка отримала назву A7. Автомагістраль від Фокшани до Албіци (155 км) матиме інший номер маршруту, і станом на квітень 2014 року вона більше не є пріоритетною в генеральному плані національної мережі автомагістралей.

## Секції

Мапа об'їзної Бакеу

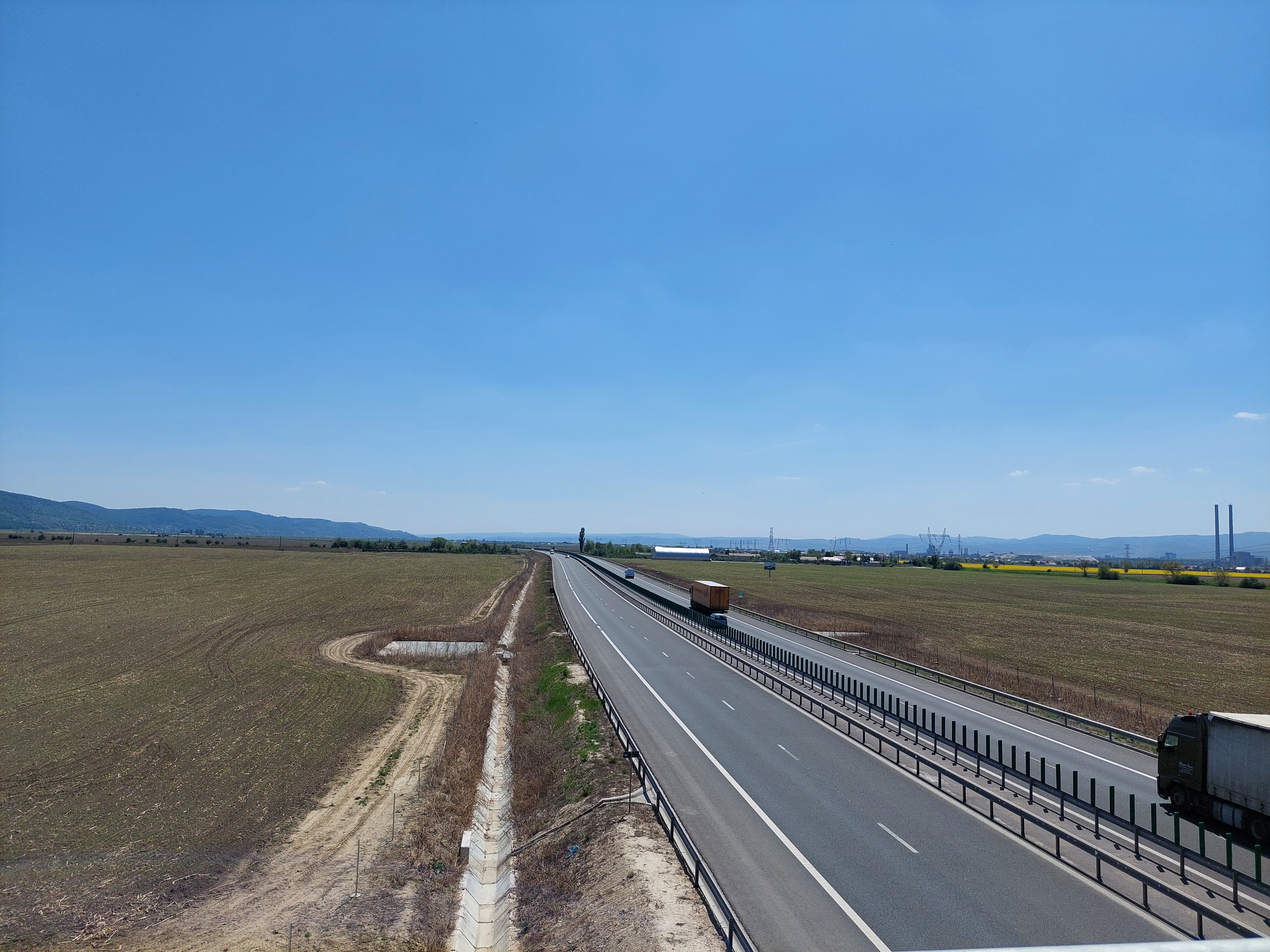
Об'їзна Бакеу

Перша ділянка, від Плоєшті до Фокшани (133 км), була запропонована для укладення договору концесії на тендері в першій половині 2013 року. Договір не підписали, і єдиною ділянкою, яка була виставлена на тендер, стала об'їзна дорога Бакеу (30,6 км, з яких 16,2 км автомагістралі) у серпні 2013 року, але вона була побудована лише наполовину. У листопаді 2013 року було укладено договір на будівництво, але результати тендеру були оскаржені деякими учасниками. Пізніше, 2014 року, всю трасу було перепрофільовано на швидкісну автомагістраль, яку згодом буде розширено до рівня повноцінної автостради.
30 травня 2016 року розпочалися будівельні роботи на об'їзній Бакеу, які планувалося завершити до 2022 року, але договір з турецькою компанією Eko İnşaat ve Ticaret було розірвано у квітні 2017 року через фінансові труднощі підрядника.
У грудні 2017 року об'їзна дорога Бакеу була виставлена на повторний аукціон, цього разу як повноцінна ділянка автостради, і в грудні 2018 року була присуджена місцевому спільному підприємству Spedition UMB — Tehnostrade з кінцевим терміном виконання робіт у три роки.
Об'їзна дорога Бакеу була відкрита 2 грудня 2020 року, з незначними роботами, в основному на захисних елементах та на одному з'їзді, які ще не завершені. Всі інші роботи на об'їзній та її відгалуженнях були завершені до серпня 2021 року. Всі інші ділянки знаходяться на стадії техніко-економічного обґрунтування та технічного проєкту, за винятком відрізків автомагістралі між Плоєштямі і Фокшанами через Бузеу. Ділянка Плоєшті — Бузеу (62 км) була оголошена на аукціоні для будівництва 1 червня 2021 року. 1 лютого 2022 року було оголошено аукціони на будівництво об'їзної дороги Бузеу (4,6 км) та об'їзної дороги Фокшан (10,9 км), а 8 лютого того ж року — ділянок Бузеу — Римніку-Серат (30,8 км) та Римніку-Серат — Фокшани (36,1 км), обидві на ділянці Бузеу — Фокшани (82,4 км).
7 червня 2022 року відрізок між Мізілом та П'єтроаселем (ділянка Плоєшті — Бузеу, лот 2, 28,3 км) був переданий спільному підприємству Coni-Trace. Через 9 днів, 16 червня 2022 року, ділянка Плоєшті — Мізіл (у складі ділянки Плоєшті — Бухарест, лот 1, 21,0 км) була передана спільному підприємству Impresa Pizzarotti-Retter. 25 липня 2022 року розпочався тендер на ділянку Бакеу — Пашкань (77,3 км), розділений на три лоти: Бакеу — Роман (лот 1, 30,3 км), Роман — Себеоань (лот 2, 18,9 км) та Себеоань — Пашкань (лот 3, 28,09 км). У серпні 2022 року розпочався тендер на ділянку Фокшани — Бакеу, також розділений на три лоти: Фокшани — Домнешть-Тирг (лот 1, 35,6 км), Домнешть-Тирг — Рекечунь (лот 2, 38,78 км) та Рекечунь — Бакеу (лот 3, 21,52 км). 6 вересня 2022 року об'їзна дорога Бузеу та об'їзна дорога Фокшани були передані спільному підприємству SA&PE-Spedition UMB-Tehnostrade.
Маршрут об'їзної дороги Фокшан сумно відомий своїм так званим «горбом», який підтримується місцевою владою міста Фокшани на підставі незатвердженого генерального плану міста. CNAIR безрезультатно намагалося переконати місцеву владу підтримати варіант прямого маршруту. Плани передбачають, що в Радівцях (Мілішівці) дорога в напрямку Серету стане швидкісною, однак цій ділянці ще не присвоєно номер маршруту.
Станом на серпень 2022 року на ділянці Плоєшті — Бузеу ведуться будівельні роботи на ділянках 1 і 2.
Рано вранці 21 вересня 2023 року біля містечка Келіменешть у повіті Вранча стався вибух газу, в результаті якого загинуло 4 і було поранено ще 5 осіб. Вибух стався там, де будівельний майданчик автомагістралі перетинав газопровід, який, як спочатку вважалося, знаходився на глибині 1,8 метра, але виявився набагато мілкішим. Національний газорозподільчий оператор Transgaz звинуватив будівельну компанію у проведенні несанкціонованих робіт на цій ділянці.

## Хронологія відкриття
- 2 грудня 2020: об'їзна Бакеу (16,2 км)[34]
- 7 листопада 2024: об'їзна Фокшані. (10,9 км)[35]